# Thomas Laybourn
Thomas Laybourn (født 30. september 1977 i København) er en forhenværende professionel, dansk badmintonspiller. 
Thomas Laybourn, der er uddannet grafiker.
Laybourn blev i 2006 og 2008 Europamester i mixed-double, og verdensmester i 2009 sammen med Kamilla Rytter Juhl. Han har deltaget i OL i 2008 og 2012. Han indstillede sin karriere i 2012. 